# 공주향교
공주향교(公州鄕校)는 대한민국 충청남도 공주시에 있는 향교이다. 1978년 3월 31일 충청남도의 유형문화재 제75호로 지정되었다.

## 개요
조선 초기에 유학자의 위패를 모시고 제사지내며 지방민의 교육과 교화를 위해 나라에서 지은 교육기관이다.
처음 지은 정확한 연대는 알지 못하나, 원래 웅진동 송산 기슭에 있던 것을 인조 원년(1623)에 지금의 위치로 옮겨지었다고 전한다. 그 뒤 여러 차례의 보수가 있었고, 1954년 문묘·명륜당·동재·존경각 등을 보수하여 현재에 이르고 있다.
외삼문을 들어서면 강당인 명륜당이 있고 그 양쪽에 동재와 존경각이 있다. 뒤쪽 한층 높은 곳에 있는 내삼문을 들어서면 정면에 사당인 대성전이 있으며, 그 양쪽에 동무와 서무가 있다. 즉 교육공간은 앞쪽에, 제사공간은　뒤쪽에 구분하여 배치하고 있다.
조선시대에는 국가로부터 토지와 노비·책 등을 지급받아 학생을 가르쳤으나, 갑오경장(1894) 이후 교육기능은 없어지고 제사기능만 남아있다

## 현지 안내문
향교는 조선시대의 관립 교육기관이다.
원래는 송산리에 있었으나 1622년(광해군 14년) 화재로 1623년(인조 원년)에 현재 위치로 옮겼다. 건물은 성현들의 위패를 모신 대성전과 동·서무, 유생들이 학업을 연마하던 명륜당, 서책과 목판을 보관한 존경각, 제사용품을 보관한 제기고, 관리인이 사용한 고적사가 있다. 명륜당 앞에 누각인 강학루가 있었으나 일본인이 철거하였다. 개화기에는 근대 교육을 실시하기도 하였다.

## 참고 자료
- 공주향교 - 국가유산청 국가유산포털